# Elecciones a la Cámara de Representantes de los Estados Unidos de 2016
Las elecciones de la Cámara de Representantes de los Estados Unidos de 2016 se llevaron a cabo el 8 de noviembre para elegir representantes para los 435 distritos electorales en cada uno de los 50 estados de EE. UU.. Los miembros sin derecho a voto del distrito de Columbia y los Territorios de los Estados Unidos también fueron elegidos. Estas elecciones coincidieron con la elección del presidente Donald Trump. Los ganadores de esta elección sirven en el 115 °Congreso, con escaños repartidos entre los estados en base al censo de los Estados Unidos de 2010. En octubre de 2015, la Cámara eligió un nuevo orador, el republicano Paul Ryan, que fue reelegido en el nuevo mandato. La demócrata Nancy Pelosi continuó liderando su partido como Líder de la minoría.
Las elecciones también se llevaron a cabo el mismo día para el Senado de EE.UU, Muchos Gobernadores y otras elecciones estatales y locales.